# Tour de France 2013
Tour de France 2013 var den 100:e upplagan av cykeltävlingen Tour de France. Tävlingen startade den 29 juni i Porto-Vecchio och avslutades den 21 juli i Paris. För första gången på flera år kördes hela tävlingen enbart i Frankrike.
Sträckningen publicerades i oktober 2012 och startade för första gången på Korsika. Tävlingen innehöll två tempoetapper och flera spektakulära bergsmålgångar, som Alpe d'Huez och Mont Ventoux.
Chris Froome (Team Sky) vann Tour de France 2013 framför colombianen Nairo Quintana och spanjoren Joaquim Rodriguez. Froome blev därmed den andra brittiska cyklisten någonsin att vinna Tour de France, efter att Bradley Wiggins vann tävlingen föregående år. Fem cyklister bar den gula ledartröjan under tävlingen. Marcel Kittel vann första etappen och bar ledartröjan etapp 2.
I poängtävlingen vann slovaken Peter Sagan, som därmed upprepade sin bedrift från 2012. Totaltvåan Nairo Quintana segrade på den sista bergsetappen och vann bergspristävlingen, liksom ungdomstävlingen. Team Saxo-Tinkoff vann lagtävlingen och Christophe Riblon tog hem priset som mest offensiva cyklist.

## Deltagande lag
Alla nitton UCI ProTour-lag blir inbjudna och är förpliktigade att delta i loppet. Tre pro-kontinentallag bjöds in i tävlingen.
| Ag2r-La Mondiale BMC Racing Team FDJ Movistar Team Saur-Sojasun † Team Sky | Argos-Shimano Cannondale Garmin-Sharp Omega Pharma-Quick Step Team Europcar † Vacansoleil-DCM | Astana Cofidis † Lampre-Merida Orica-GreenEDGE Team Katusha | Rabobank Euskaltel-Euskadi Lotto-Belisol RadioShack-Leopard-Trek Team Saxo Bank-Tinkoff Bank |

(†) = inbjudet pro-kontinentallag

## Favoriter
Bradley Wiggins som hade vunnit Tour de France 2012 var skadad och ställde inte upp i årets upplaga. Tvåan i loppet 2012, Wiggins lagkamrat Chris Froome, var på förhand den största favoriten då han tidigare under säsongen hade vunnit fem stora etapplopp. En annan favorit var spanjoren Alberto Contador, som vann tävlingen 2007 och 2009. Även Tour de France 2011 års segrare Cadel Evans ställde upp, liksom Alejandro Valverde som vann Vuelta a España 2009.

## Etapper
| Etapp | Datum   | Sträcka                              | Distans  | Typ     | Typ          | Vinnare                 |         |
| ----- | ------- | ------------------------------------ | -------- | ------- | ------------ | ----------------------- | ------- |
| 1     | 29 juni | Porto-Vecchio – Bastia               | 213 km   |         | Platt        | Marcel Kittel (GER)     |         |
| 2     | 30 juni | Bastia – Ajaccio                     | 156 km   |         | Kuperat      | Jan Bakelants (BEL)     |         |
| 3     | 1 juli  | Ajaccio – Calvi                      | 145,5 km |         | Kuperat      | Simon Gerrans (AUS)     |         |
| 4     | 2 juli  | Nice – Nice                          | 25 km    |         | Lagtempolopp | Orica-GreenEDGE (AUS)   |         |
| 5     | 3 juli  | Cagnes-sur-Mer – Marseille           | 228,5 km |         | Platt        | Mark Cavendish (GBR)    |         |
| 6     | 4 juli  | Aix-en-Provence – Montpellier        | 176,5 km |         | Platt        | André Greipel (GER)     |         |
| 7     | 5 juli  | Montpellier – Albi                   | 205,5 km |         | Platt        | Peter Sagan (SVK)       |         |
| 8     | 6 juli  | Castres – Ax 3 Domaines              | 195 km   |         | Bergsetapp   | Chris Froome (GBR)      |         |
| 9     | 7 juli  | Saint-Girons – Bagnères-de-Bigorre   | 168,5 km |         | Bergsetapp   | Dan Martin (IRL)        |         |
|       | 8 juli  | Vilodag                              | Vilodag  | Vilodag | Vilodag      | Vilodag                 | Vilodag |
| 10    | 9 juli  | Saint-Gildas-des-Bois – Saint-Malo   | 197 km   |         | Platt        | Marcel Kittel (GER)     |         |
| 11    | 10 juli | Avranches – Mont Saint-Michel        | 33 km    |         | Tempolopp    | Tony Martin (GER)       |         |
| 12    | 11 juli | Fougères – Tours                     | 218 km   |         | Platt        | Marcel Kittel (GER)     |         |
| 13    | 12 juli | Tours – Saint-Amand-Montrond         | 173 km   |         | Platt        | Mark Cavendish (GBR)    |         |
| 14    | 13 juli | Saint-Pourçain-sur-Sioule – Lyon     | 191 km   |         | Kuperat      | Matteo Trentin (ITA)    |         |
| 15    | 14 juli | Givors – Mont Ventoux                | 242,5 km |         | Bergsetapp   | Chris Froome (GBR)      |         |
|       | 15 juli | Vilodag                              | Vilodag  | Vilodag | Vilodag      | Vilodag                 | Vilodag |
| 16    | 16 juli | Vaison-la-Romaine – Gap              | 168 km   |         | Bergsetapp   | Rui Costa (POR)         |         |
| 17    | 17 juli | Embrun – Chorges                     | 32 km    |         | Tempolopp    | Chris Froome (GBR)      |         |
| 18    | 18 juli | Gap – Alpe d'Huez                    | 172,5 km |         | Bergsetapp   | Christophe Riblon (FRA) |         |
| 19    | 19 juli | Le Bourg-d'Oisans – Le Grand-Bornand | 204,5 km |         | Bergsetapp   | Rui Costa (POR)         |         |
| 20    | 20 juli | Annecy – Mont Semnoz                 | 125 km   |         | Bergsetapp   | Nairo Quintana (COL)    |         |
| 21    | 21 juli | Versailles – Paris                   | 133,5 km |         | Platt        | Marcel Kittel (GER)     |         |

## Tröjutveckling
| Etapp | Vinnare           | Totaltävlingen | Poängtävlingen | Bergspristävlingen | Ungdomstävlingen   | Lagtävlingen                | Mest offensiva cyklist |
| ----- | ----------------- | -------------- | -------------- | ------------------ | ------------------ | --------------------------- | ---------------------- |
| 1     | Marcel Kittel     | Marcel Kittel  | Marcel Kittel  | Juan José Lobato   | Marcel Kittel      | Vacansoleil-DCM             | Jérôme Cousin          |
| 2     | Jan Bakelants     | Jan Bakelants  | Marcel Kittel  | Pierre Rolland     | Michał Kwiatkowski | Radioshack-Leopard          | Blel Kadri             |
| 3     | Simon Gerrans     | Jan Bakelants  | Peter Sagan    | Pierre Rolland     | Michał Kwiatkowski | Radioshack-Leopard          | Simon Clarke           |
| 4     | Orica-GreenEDGE   | Simon Gerrans  | Peter Sagan    | Pierre Rolland     | Michał Kwiatkowski | Orica-GreenEDGE             | Inget pris             |
| 5     | Mark Cavendish    | Simon Gerrans  | Peter Sagan    | Pierre Rolland     | Michał Kwiatkowski | Orica-GreenEDGE             | Thomas De Gendt        |
| 6     | André Greipel     | Daryl Impey    | Peter Sagan    | Pierre Rolland     | Michał Kwiatkowski | Orica-GreenEDGE             | André Greipel          |
| 7     | Peter Sagan       | Daryl Impey    | Peter Sagan    | Blel Kadri         | Michał Kwiatkowski | Orica-GreenEDGE             | Jan Bakelants          |
| 8     | Chris Froome      | Chris Froome   | Peter Sagan    | Chris Froome       | Nairo Quintana     | Movistar Team               | Nairo Quintana         |
| 9     | Dan Martin        | Chris Froome   | Peter Sagan    | Pierre Rolland     | Nairo Quintana     | Movistar Team               | Romain Bardet          |
| 10    | Marcel Kittel     | Chris Froome   | Peter Sagan    | Pierre Rolland     | Nairo Quintana     | Movistar Team               | Jérôme Cousin          |
| 11    | Tony Martin       | Chris Froome   | Peter Sagan    | Pierre Rolland     | Michał Kwiatkowski | Movistar Team               | Inget pris             |
| 12    | Marcel Kittel     | Chris Froome   | Peter Sagan    | Pierre Rolland     | Michał Kwiatkowski | Movistar Team               | Juan Antonio Flecha    |
| 13    | Mark Cavendish    | Chris Froome   | Peter Sagan    | Pierre Rolland     | Michał Kwiatkowski | Team Saxo Bank-Tinkoff Bank | Mark Cavendish         |
| 14    | Matteo Trentin    | Chris Froome   | Peter Sagan    | Pierre Rolland     | Michał Kwiatkowski | Team Saxo Bank-Tinkoff Bank | Julien Simon           |
| 15    | Chris Froome      | Chris Froome   | Peter Sagan    | Chris Froome       | Nairo Quintana     | Team Saxo Bank-Tinkoff Bank | Sylvain Chavanel       |
| 16    | Rui Costa         | Chris Froome   | Peter Sagan    | Chris Froome       | Nairo Quintana     | Radioshack-Leopard          | Rui Costa              |
| 17    | Chris Froome      | Chris Froome   | Peter Sagan    | Chris Froome       | Nairo Quintana     | Team Saxo Bank-Tinkoff Bank | Inget pris             |
| 18    | Christophe Riblon | Chris Froome   | Peter Sagan    | Chris Froome       | Nairo Quintana     | Team Saxo Bank-Tinkoff Bank | Christophe Riblon      |
| 19    | Rui Costa         | Chris Froome   | Peter Sagan    | Chris Froome       | Nairo Quintana     | Team Saxo Bank-Tinkoff Bank | Pierre Rolland         |
| 20    | Nairo Quintana    | Chris Froome   | Peter Sagan    | Nairo Quintana     | Nairo Quintana     | Team Saxo Bank-Tinkoff Bank | Jens Voigt             |
| 21    | Marcel Kittel     | Chris Froome   | Peter Sagan    | Nairo Quintana     | Nairo Quintana     | Team Saxo Bank-Tinkoff Bank | Inget pris             |
| Final | Final             | Chris Froome   | Peter Sagan    | Nairo Quintana     | Nairo Quintana     | Team Saxo Bank-Tinkoff Bank | Christophe Riblon      |

## Slutställning
|    | Cyklist            | Stall                   | Tid         |
| -- | ------------------ | ----------------------- | ----------- |
| 1  | Chris Froome       | Team Sky                | 83h 56' 40" |
| 2  | Nairo Quintana     | Movistar Team           | + 4' 20"    |
| 3  | Joaquim Rodriguez  | Katusha Team            | + 5' 04"    |
| 4  | Alberto Contador   | Team Saxo-Tinkoff       | + 6' 27"    |
| 5  | Roman Kreuziger    | Team Saxo-Tinkoff       | + 7' 27"    |
| 6  | Bauke Mollema      | Belkin Pro Cycling Team | + 11' 42"   |
| 7  | Jakob Fuglsang     | Astana Team             | + 12' 17"   |
| 8  | Alejandro Valverde | Movistar Team           | + 15' 26"   |
| 9  | Daniel Navarro     | Cofidis                 | + 15' 52"   |
| 10 | Andrew Talansky    | Garmin-Sharp            | + 17' 39"   |

### Poängtävling
|   | Cyklist        | Stall                  | Poäng |
| - | -------------- | ---------------------- | ----- |
| 1 | Peter Sagan    | Cannondale             | 409   |
| 2 | Mark Cavendish | Omega Pharma-Quickstep | 312   |
| 3 | André Greipel  | Lotto-Belisol          | 267   |

### Bergspristävling
|   | Cyklist        | Stall         | Poäng |
| - | -------------- | ------------- | ----- |
| 1 | Nairo Quintana | Movistar Team | 147   |
| 2 | Chris Froome   | Team Sky      | 136   |
| 3 | Pierre Rolland | Team Europcar | 119   |

### Ungdomstävling
|   | Cyklist            | Stall                  | Tid         |
| - | ------------------ | ---------------------- | ----------- |
| 1 | Nairo Quintana     | Movistar Team          | 84h 01' 00" |
| 2 | Andrew Talansky    | Garmin-Sharp           | + 13' 19"   |
| 3 | Michał Kwiatkowski | Omega Pharma-Quickstep | + 14' 39"   |